# Arrondissement Chinon
Chinon is een arrondissement van het Franse departement Indre-et-Loire in de regio Centre-Val de Loire. De onderprefectuur is Chinon.

## Kantons
Het arrondissement was tot 2014 samengesteld uit de volgende kantons:
- Kanton Azay-le-Rideau
- Kanton Bourgueil
- Kanton Chinon
- Kanton L'Île-Bouchard
- Kanton Langeais
- Kanton Richelieu
- Kanton Sainte-Maure-de-Touraine

Na de herindeling van de kantons bij decreet van 18 februari 2014 met uitwerking op 22 maart 2015, zijn dat:
- Kanton Chinon
- Kanton Langeais (deel: 14/29)
- Kanton Sainte-Maure-de-Touraine